# 賈繼春
賈繼春（1581年—1635年），字貞復，號浮弋，河南新乡人，明朝政治人物。

## 生平
萬曆三十一年（1603年）癸卯科河南鄉試第二十一名，万历三十八年（1610年）庚戌科三甲五十七名进士。历知临汾、任丘二县，入京为湖廣道御史。明光宗有两位李选侍，称为东李和西李。天啓元年（1821年）爆發移宫案，外界紛言明熹宗虐待庶母西李。賈繼春上奏指責東林黨人過多干涉內廷事務，又与给事中周朝瑞展开论战，贾继春言：“先帝于群臣至厚，何至一妾一女不能遗庇。”熹宗不悦，说：“大小臣工，惟私李党，责备朕躬。”不久繼春出京按察江西，途中仍上书提醒皇帝，“威福大权，莫听中涓帝落”。四年春季，始自江西回京。崇祯帝繼位，继春正在南畿督学，知魏忠贤必败，先行弹劾崔呈秀。崇禎帝打算將贾继春列名閹黨，阁臣反對说：“继春虽反复，持论亦可取”。但崇祯帝认为：“惟其反复，才是真小人。”于是判刑三年。不久含恨而死。

## 家族
曾祖賈隆；祖父賈邦祐，典史；父賈性愚，號心齋，万历三十年壬寅岁贡，鄭州學訓導，以子继春贵封文林郎、湖广道监察御史。前母路氏，母趙氏。具慶下。兄借秦、繼黯、繼琮、胤秀。娶周氏，繼娶劉氏。

## 延伸阅读
[在维基数据编辑]
 《明史卷三百〇六》，出自《明史》

| 官衔                   | 官衔                                 | 官衔          |
| ---------------------- | ------------------------------------ | ------------- |
| 前任： 盧養浩 蘇州舉人 | 明朝临汾县知县 萬曆三十八年-三十九年 | 繼任： 张廷玉 |
| 前任： 侯提封          | 明朝任丘縣知縣 1612年－1616年        | 繼任： 霍鍈   |